# Јелашница (Књажевац)
Јелашница је насеље у Србији у општини Књажевац у Зајечарском округу. Према попису из 2022. било је 100 становника (према попису из 1991. било је 353 становника).

## Демографија
У насељу Јелашница живи 99 пунолетних становника, а просечна старост становништва износи 64,1 година (59,3 код мушкараца и 69,7 код жена). У насељу има 62 домаћинстава, а просечан број чланова по домаћинству је 1,61.
Ово насеље је у потпуности насељено Србима (према попису из 2002. године), а у последња три пописа, примећен је пад у броју становника.
|  |

| Демографија | Демографија | Демографија |
| Година      | Становника  | Становника  |
| ----------- | ----------- | ----------- |
| 1948.       | 743         |             |
| 1953.       | 781         |             |
| 1961.       | 767         |             |
| 1971.       | 600         |             |
| 1981.       | 487         |             |
| 1991.       | 353         | 353         |
| 2002.       | 212         | 212         |
| 2011.       | 151         |             |
| 2022.       | 100         |             |

| Етнички састав према попису из 2002.‍ | Етнички састав према попису из 2002.‍ | Етнички састав према попису из 2002.‍ | Етнички састав према попису из 2002.‍ | Етнички састав према попису из 2002.‍ |
| ------------------------------------ | ------------------------------------ | ------------------------------------ | ------------------------------------ | ------------------------------------ |
|                                      |                                      |                                      |                                      |                                      |
| Срби                                 | Срби                                 |                                      | 212                                  | 100,0%                               |
| непознато                            | непознато                            |                                      | 0                                    | 0,0%                                 |

| Година пописа     | 1948. | 1953. | 1961. | 1971. | 1981. | 1991. | 2002. |
| ----------------- | ----- | ----- | ----- | ----- | ----- | ----- | ----- |
| Број домаћинстава | 185   | 188   | 189   | 171   | 155   | 137   | 113   |

| Број чланова      | 1  | 2  | 3  | 4 | 5 | 6 | 7 | 8 | 9 | 10 и више | Просек |
| ----------------- | -- | -- | -- | - | - | - | - | - | - | --------- | ------ |
| Број домаћинстава | 47 | 46 | 13 | 2 | 4 | 1 | 0 | 0 | 0 | 0         | 1,88   |

| Пол    | Укупно | Неожењен/Неудата | Ожењен/Удата | Удовац/Удовица | Разведен/Разведена | Непознато |
| ------ | ------ | ---------------- | ------------ | -------------- | ------------------ | --------- |
| Мушки  | 96     | 11               | 61           | 20             | 4                  | 0         |
| Женски | 114    | 4                | 58           | 50             | 2                  | 0         |
| УКУПНО | 210    | 15               | 119          | 70             | 6                  | 0         |

| Пол    | Укупно                    | Пољопривреда, лов и шумарство | Рибарство                            | Вађење руде и камена | Прерађивачка индустрија       |
| ------ | ------------------------- | ----------------------------- | ------------------------------------ | -------------------- | ----------------------------- |
| Мушки  | 33                        | 25                            | 0                                    | 0                    | 3                             |
| Женски | 33                        | 27                            | 0                                    | 0                    | 3                             |
| УКУПНО | 66                        | 52                            | 0                                    | 0                    | 6                             |
| Пол    | Производња и снабдевање   | Грађевинарство                | Трговина                             | Хотели и ресторани   | Саобраћај, складиштење и везе |
| Мушки  | 0                         | 1                             | 1                                    | 0                    | 1                             |
| Женски | 1                         | 0                             | 1                                    | 0                    | 0                             |
| УКУПНО | 1                         | 1                             | 2                                    | 0                    | 1                             |
| Пол    | Финансијско посредовање   | Некретнине                    | Државна управа и одбрана             | Образовање           | Здравствени и социјални рад   |
| Мушки  | 0                         | 0                             | 0                                    | 0                    | 0                             |
| Женски | 0                         | 0                             | 0                                    | 1                    | 0                             |
| УКУПНО | 0                         | 0                             | 0                                    | 1                    | 0                             |
| Пол    | Остале услужне активности | Приватна домаћинства          | Екстериторијалне организације и тела | Непознато            | Непознато                     |
| Мушки  | 0                         | 0                             | 0                                    | 2                    | 2                             |
| Женски | 0                         | 0                             | 0                                    | 0                    | 0                             |
| УКУПНО | 0                         | 0                             | 0                                    | 2                    | 2                             |